# Элк-Фолс (Канзас)
Элк-Фолс — город в округе Элк, штат Канзас, США, на берегу реки Элк. По переписи 2010 года население города составляло 107 человек.

## История
Первый европейско-американский дом был построен в Элк-Фолс в 1870 году, и в том же году было открыто почтовое отделение. Водопад Элк был назван в честь реки Элк, недалеко от того места, где находится город. Двумя первыми поселенцами в сельской общине были вдова Пруденс Крэндалл, педагог из Коннектикута, основавшая в 1830-х годах Кентерберийскую женскую школу-интернат для афроамериканских девушек и молодых женщин и ее брат Езекия. Оба они умерли здесь и были похоронены на городском кладбище.

## География
По данным Бюро переписи населения США, город имеет общую площадь 0,87 квадратных миль (2,25 км²), из которых 0,86 квадратных миль (2,23 км²) — это суша, а 0,01 квадратных мили (0,03 км²) — вода.

## Демография
| Год переписи                    | Нас. |       | %±     |
| ------------------------------- | ---- | ----- | ------ |
| 1880                            | 513  |       | —      |
| 1890                            | 350  |       | −31,8% |
| 1910                            | 271  |       | −22,6% |
| 1920                            | 203  |       | −25,1% |
| 1930                            | 288  |       | 41,9%  |
| 1940                            | 294  |       | 2,1%   |
| 1950                            | 276  |       | −6,1%  |
| 1960                            | 179  |       | −35,1% |
| 1970                            | 124  |       | −30,7% |
| 1980                            | 151  |       | 21,8%  |
| 1990                            | 122  |       | −19,2% |
| 2000                            | 112  |       | −8,2%  |
| 2010                            | 107  |       | −4,5%  |
| 2019                            | 93   | [ 8 ] | −13,1% |
| 1880–2019 U.S. Decennial Census |      |       |        |

#### Перепись 2000 года
По данным переписи 2000 года в городе проживало 112 человек в 51 домохозяйстве в составе 32 семей.
Средний доход семьи в городе составлял 20 893 доллара, а средний доход семьи — 32 500 долларов. Средний доход мужчин составлял 29 375 долларов по сравнению с 20 250 долларами для женщин. Доход на душу населения в городе составлял 15 817 долларов. За чертой бедности проживало 6,7 % семей и 2,9 % населения, в том числе в возрасте до 18 лет и те, кому за 64.

#### Перепись 2010 года
По данным переписи населения 2010 года в городе проживало 107 человек в 54 домохозяйствах в составе 33 семей. Плотность населения была 124,4 человек на квадратную милю (48,0 человек/км²). Было 68 единиц жилых домов со средней плотностью 79,1 на квадратную милю (30,5 человек/км²). Расовый состав города: 92,5 % — белые, 1,9 % — коренные американцы, 0,9 % — азиаты и 4,7 % — представители двух или более рас. Латиноамериканцы составляли 0,9 % населения.
Было 54 семей, из которых:
- 16,7 % имели детей в возрасте до 18 лет, проживающих с ними,
- 50,0 % были супружескими парами, живущими вместе,
- 9,3 % семей, где женщины проживали без мужей,
- в 1,9 % семей проживали мужчины без жены,
- 38,9 % не имели семьи,
- 35,2 % всех домохозяйств состоят из отдельных лиц,
- 22,2 % имели кого-то, кто проживал один в возрасте от 65 лет.

Средний возраст в городе составлял 52,9 года. 16,8 % жителей были моложе 18 лет; 2,9 % были в возрасте от 18 до 24 лет; 9,3 % были от 25 до 44 лет; 42,9 % были от 45 до 64 лет; и 28 % были 65 лет и старше. Гендерный состав города был 45,8 % мужчин и 54,2 % женщин.

## Образование
Сообщество обслуживает государственный школьный округ West Elk USD 282. Средняя школа West Elk находится в Говарде.